# Acid techno
Acid techno es el tipo de techno que se desarrolló a partir del acid house de Chicago y el New beat belga de finales de la década de 1980. El acid house era básicamente house clásico, pero hecho con un tipo de instrumentos específicos, entre los que destacaba el sonido del sintetizador de bajo Roland TB-303. La palabra acid se refiere específicamente al sonido de la TB-303 o de cualquier otro emulador que reproduzca un sonido similar. El acid techno se crea de modo similar al acid house, pero se diferencian en que el segundo mantiene la estructura house incluyendo vocales e instrumentaciones orgánicas, mientras que el acid techno está más centrado en el ritmo y la textura, en ocasiones carece de melodía y suele ser más duro.
El término "acid" proviene del disco Acid Tracks del grupo Phuture publicado en Chicago en 1987.

## Historia
El acid techno se desarrolló en EE. UU. y Europa en el inicio de la década de 1990, y aunque era música de baile, no tenía nada que ver con otros estilos derivados del disco, como la música house. Uno de los primeros discos de acid techno fue Circuit Breaker: Experiments in Sound, producido por Richie Hawtin en el sello Probe Records, subsello de Plus 8. En Reino Unido, el acid techno se hizo muy popular en la escena free party. Algunos de los primeros sellos fueron SUF, Smitten, Routemaster, Boscaland, Choci's Chewns y VCF. Más recientemente en Reino Unido, el acid techno se ha desarrollado de tal manera que ampliado su espectro hasta abarcar un tipo de sonido que es algo más que "techno con TR-303". Sellos como Infected, Hydraulix, Cluster, 4x4, RAW y Powertools reflejan este estilo.
En la misma época que en EE. UU. e Reino Unido comenzaron a publicarse discos en el resto de Europa de acid techno. En Holanda, Djax-Up-Beats produjo material tanto norteamericano como europeo de músicos como Acid Junkies. Alemania también tuvo una escena potente, con artistas como Mike Ink, Microesfera y Jammin Unit, en sellos como Force Inc y DJ.Ungle Fever.
El acid techno siempre ha sido, y continúa siendo, un sonido típicamente underground.